# Teen Mom
Teen Mom, Teen Mom OG desde a quinta temporada (no Brasil, Jovens e Mães OG), é uma série de televisão estadunidense de formato reality show, exibido pela MTV desde 8 de dezembro de 2009. Desenvolvido como o primeiro spin-off de 16 and Pregnant, foi ao ar quatro temporadas antes de sua conclusão inicial em 9 de outubro de 2012. Seu relançamento foi anunciado em fevereiro de 2015, com sua quinta temporada, programada para estrear em 23 de março de 2015. A série segue a vida de Farrah Abraham, Maci Bookout, Catelynn Lowell e Amber Portwood, que foram apresentadas na primeira temporada de 16 and Pregnant; documenta os primeiros anos da maternidade e coloca ênfase adicional na família e em relacionamentos amorosos.
O episódio piloto foi a maior audiência de estreia da rede em mais de um ano, com 2,1 milhões de telespectadores totais; o recorde foi superado pela controversa série Skins, que tinham a 3,26 milhões de telespectadores. O final da primeira temporada trouxe 3,6 milhões de telespectadores. O final da segunda temporada trouxe mais 5,6 milhões de telespectadores, no momento em que um novo spin-off Teen Mom 2 foi anunciado para 11 de janeiro de 2011. Em dezembro de 2015, foi anunciado através da página do Facebook do Teen Mom OG que o show foi renovado para uma sexta temporada, sendo definida para estrear em 4 de janeiro de 2016.
Em dezembro de 2016, Portwood anunciou sua decisão de deixar a série, citando "tratamento desigual", após o final da sexta temporada. No entanto, durante Teen Mom Live!, a anfitriã Nessa afirma que Portwood não estaria presente na próxima temporada, mas que ela iria retornar na temporada seguinte.

## Elenco
| Nome               | Temporadas | Temporadas | Temporadas | Temporadas | Temporadas  | Temporadas  | Temporadas  | Temporadas  | Temporadas  | Temporadas  | Temporadas   | Temporadas  | Temporadas  | Temporadas  |
| Nome               | Teen Mom   | Teen Mom   | Teen Mom   | Teen Mom   | Teen Mom OG | Teen Mom OG | Teen Mom OG | Teen Mom OG | Teen Mom OG | Teen Mom OG | Teen Mom OG  | Teen Mom OG | Teen Mom OG | Teen Mom OG |
| Nome               | 1          | 2          | 3          | 4          | 5a          | 5b          | 6a          | 6b          | 7a          | 7b          | 8a           | 8b          | 9a          | 9b          |
| ------------------ | ---------- | ---------- | ---------- | ---------- | ----------- | ----------- | ----------- | ----------- | ----------- | ----------- | ------------ | ----------- | ----------- | ----------- |
| Farrah Abraham     | Principal  | Principal  | Principal  | Principal  | Principal   | Principal   | Principal   | Principal   | Principal   |             |              |             |             |             |
| Catelynn Baltierra | Principal  | Principal  | Principal  | Principal  | Principal   | Principal   | Principal   | Principal   | Principal   | Principal   | Principal    | Principal   | Principal   | Principal   |
| Maci McKinney      | Principal  | Principal  | Principal  | Principal  | Principal   | Principal   | Principal   | Principal   | Principal   | Principal   | Principal    | Principal   | Principal   | Principal   |
| Amber Portwood     | Principal  | Principal  | Principal  | Principal  | Principal   | Principal   | Principal   | Principal   | Principal   | Principal   | Principal    | Principal   | Principal   | Principal   |
| Cheyenne Floyd     |            |            |            |            |             |             |             |             |             | Principal   | Principal    | Principal   | Principal   | Principal   |
| Bristol Palin      |            |            |            |            |             |             |             |             |             | Principal   |              |             |             |             |
| Mackenzie McKee    |            |            |            |            |             |             |             |             |             |             | Participação | Principal   | Principal   | Principal   |

## Recepção
Em 2016, um estudo do The New York Times sobre os 50 programas de TV com mais "Likes" no Facebook descobriu que Teen Mom era "mais popular no Kentucky rural e menos popular em Nova York. Tal como acontece com 16 and Pregnant, que é muito mais popular entre as mulheres - 94 por cento dos "Likes" vêm de mulheres, ficando em segundo lugar perdendo apenas para Pretty Little Liars".

## Versões internacionais
| País        | Nome              | Emissora          | Lançado               | Referências |
| ----------- | ----------------- | ----------------- | --------------------- | ----------- |
| Polônia     | "Teen Mom Poland" | MTV Polônia       | 26 de janeiro de 2014 | [ 7 ]       |
| Reino Unido | "Teen Mom UK"     | MTV Internacional | 2 de novembro de 2016 | [ 8 ]       |